# Nassarius smitsorum
Nassarius smitsorum is een slakkensoort uit de familie van de Nassariidae. De wetenschappelijke naam van de soort is voor het eerst geldig gepubliceerd in 1990 door Kool.